# Campeonato da Oceania de Eventos Combinados
O Campeonato da Oceania de Eventos Combinados (em inglês: Oceania Combined Events Championships) é uma competição anual de atletismo organizada pela Associação de Atletismo da Oceania (AAO) para atletas que representam os países de suas associações. O campeonato é composto pelas provas no decatlo masculino e no heptatlo feminino. Teve sua edição inaugural em 2011.  A edição de 2013 foi realizada em conjunto com o Campeonato da Oceania de Atletismo de 2013. 

## Edições celebradas
| Edição | Ano  | Cidade     | País               | Datas            |
| ------ | ---- | ---------- | ------------------ | ---------------- |
| 1º     | 2011 | Townsville | Austrália          | 11 – 12 de junho |
| 2º     | 2012 | Townsville | Austrália          | 5 – 6 de maio    |
| 3º     | 2013 | Papeete    | Polinésia Francesa | 3 – 5 de junho   |
| 4º     | 2014 | Melbourne  | Austrália          | 3 – 4 de abril   |
| 5º     | 2015 | Cairns     | Austrália          | 8 – 10 de maio   |

## Resultados
Os resultados podem ser encontrados na AAO  e no sites do Athletics Australia. 

### Decatlo masculino
| Ano  | Ouro                             | Ouro     | Prata                       | Prata    | Bronze                      | Bronze   |
| ---- | -------------------------------- | -------- | --------------------------- | -------- | --------------------------- | -------- |
| 2011 | Jarrod Sims · Austrália          | 7045 pts | Lars Fa'apoi · Tonga        | 4483 pts | Vea Toutou'ofa · Tonga      | 4460 pts |
| 2012 | Nicholas Gerrard · Nova Zelândia | 6403 pts | Aaron Page · Austrália      | 6010 pts | Lars Fa'apoi · Tonga        | 5412 pts |
| 2013 | Nicholas Gerrard · Nova Zelândia | 6807 pts | Andrew Hodges · Austrália   | 6573 pts | Aaron Page · Austrália      | 5861 pts |
| 2014 | Jake Stein · Austrália           | 7564 pts | Stephen Cain · Austrália    | 7493 pts | Kyle Cranston · Austrália   | 7390 pts |
| 2015 | Brent Newdick · Nova Zelândia    | 7140 pts | Aaron Booth · Nova Zelândia | 6183 pts | Alex Mander · Nova Zelândia | 5919 pts |

### Heptatlo feminino
| Ano  | Ouro                           | Ouro     | Prata                        | Prata    | Bronze                           | Bronze   |
| ---- | ------------------------------ | -------- | ---------------------------- | -------- | -------------------------------- | -------- |
| 2011 | Soko Salaniqiqi · Fiji         | 4283 pts | Breanna Hargrave · Austrália | 4147 pts | Eunice Steven · Papua-Nova Guiné | 3927 pts |
| 2013 | Elana Withnall · Nova Zelândia | 4348 pts | Mafi Mapa · Tonga            | 3000 pts | Ana Katiloka · Tonga             | 2625 pts |
| 2014 | Sophie Stanwell · Austrália    | 5621 pts | Portia Bing · Nova Zelândia  | 5504 pts | Ashleigh Hamilton · Austrália    | 5347 pts |
| 2015 | Sarah Wood · Austrália         | 5052 pts | Tori West · Austrália        | 4841 pts | Merissa Colledge · Austrália     | 4186 pts |

## Competições
- Campeonato da Oceania de Atletismo
- Campeonato da Oceania Sub-20 de Atletismo
- Campeonato da Oceania Sub-18 de Atletismo
- Campeonato da Oceania de Corta-Mato
- Campeonato da Oceania de Maratona e Meia Maratona
- Campeonato da Oceania de Marcha Atlética

Além disso, são realizados os seguintes campeonatos regionais:
- Campeonato da Melanésia
- Campeonato da Micronésia
- Campeonato da Polinésia